# 釘毛斑蚜
釘毛斑蚜（学名：Tuberculatus pilosua）为斑蚜科側棘斑蚜屬下的一个种。